# Salicària morada
La salicària morada, verdolaga borda o peplis (Lythrum portula) és una planta amb flor del gènere Lythrum.
És una espècie autòctona de les nostres contrades.

## Descripció
És una herba anual de sòls humits que només es troba en punts dispersos de Catalunya.